# Нитроксильные радикалы имидазолинового ряда
Нитроксильные радикалы имидазолинового ряда — химические высокореакционные соединения — производные имидазола.
Разработаны методы синтеза и технологии производства стабильных нитроксильных радикалов имидазолинового ряда и их предшественников, которые применяются в качестве спиновых меток, зондов и ловушек в научных исследованиях и промышленности. Радикалы определяются методом электронного парамагнитного резонанса (ЭПР) в концентрациях ~10-10 мольных процентов, причем спектры ЭПР высокого разрешения позволяют различать индивидуальные соединения.
Технико-экономические преимущества разработанных нитроксильных радикалов имидазолинового ряда определяются их уникальностью (нет природных аналогов), что позволяет применять их в качестве индикаторов движения пластовых жидкостей, скрытых меток и пр.
Стабильные радикалы применяются в различных областях науки и техники:
- В медицине и биологии в качестве спиновых меток обычно используют стабильные нитроксильные радикалы. Все молекулы спиновых меток, несмотря на разнообразие их химического строения, как правило, содержат одинаковый парамагнитный фрагмент – химически стабильный нитроксильный радикал (>N-O*). На этом радикале локализован неспаренный электрон, служащий источником сигнала ЭПР. Конкретный выбор спиновых меток определяется задачей исследования. Так, например, для того чтобы с помощью спиновых меток следить за конформационными перестройками белков, молекулы-метки обычно «пришивают» к определённым участкам белка. В этом случае спиновая метка должна содержать специальную реакционную группу, которая может образовать ковалентную химическую связь с аминокислотными остатками молекулы белка. Для изучения свойств искусственных и биологических мембран обычно используют жирорастворимые спиновые метки, способные встраиваться в липидный слой мембраны;
- В качестве спиновых рН-зондов для измерения величины рН в клеточных органеллах;
- При изучении процессов переноса ионов через мембраны;
- Для определения локализации лекарственных или иных препаратов в органах или тканях.
- В аналитической химии и геофизике:
  - Для создания хелатирующих агентов, способных связываться с металлами;
  - В качестве индикаторов с низким порогом определения (например, вместо трития или органических красителей в нефтеразведке и нефтедобыче, вместо фторароматических кислот при анализе движения грунтовых вод).
- В других отраслях для внесения в качестве скрытых меток (трассёров) в топливо, спирты и пр.

Производство нитроксильных радикалов имидазолинового ряда освоено в Опытном производстве НИОХ СО РАН.
Есть Институт органической и физической химии им А.Е. Арбузова (ИОФХ, Казань).